# C/1887 B1 (Большая южная комета)
Большая южная комета 1887 года — яркая комета, впервые замеченная 18 января 1887 (уже после своего перигелия) фермером из Блоуберга (близ Кейптауна) и Джоном Томом (Кордова). По описаниям, у неё был яркий, прямой и длинный хвост, достигавший 41°; кома и ядро поначалу не были выражены, а в целом её вид напоминал вид Большой южной кометы 1880 года. Комета относится к группе околосолнечных комет Крейца, во время своего перигелия она была на чрезвычайно малом расстоянии от Солнца. Во время такого прохода комета сильно истощала запасы материала, что выразилось в снижении блеска ядра. Комета была хорошо заметна в южном полушарии, но астрономы северного полушария были лишены возможности её видеть. Вероятно, поэтому среди других Больших комет эта комета не столь популярна.